# Res gestae divi Saporis

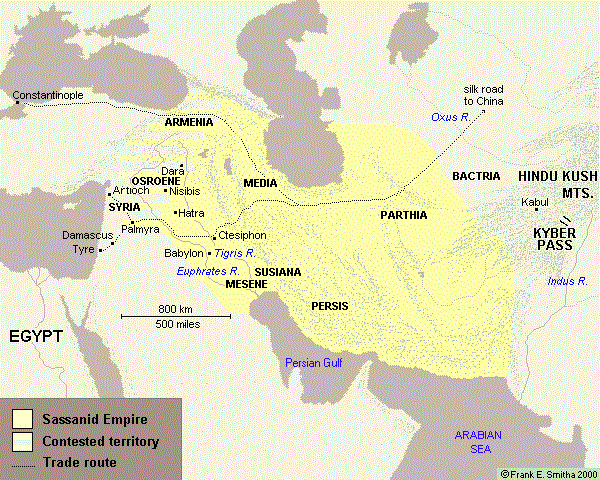
L'Impero sasanide nel 260 circa al tempo di Sapore I.

Le Res gestae divi Saporis, cioè Gli atti del divino Sapore (241-272), sono un resoconto redatto a favore del re sasanide poco dopo il 260, riguardante le opere che compì durante il suo lungo regno. Il testo ci è giunto inciso in lingua greca, lingua medio-persiana e parto presso la tomba del re a Naqsh-i-Rustam, a circa 12 km a nord-ovest di Persepoli, nella provincia di Fars, in Iran.

## Contesto storico
Sapore continuò la campagna contro l'Impero romano iniziata dal padre, conquistando le fortezze frontaliere Nisibis e Carrhae, attraversando la Mesopotamia e avanzando in Siria. Qui fu fermato e sconfitto dal prefetto del pretorio Timesiteo, suocero dell'imperatore Gordiano III, nella Battaglia di Resaena (243); ma, dopo che Timesiteo morì e il nuovo prefetto Filippo l'Arabo assassinò Gordiano, Sapore riuscì a concludere una pace molto vantaggiosa per i Persiani (244) con il nuovo imperatore, Filippo.
In seguito alle invasioni dei Goti e al periodo di instabilità che colpì l'Impero romano dopo la morte dell'imperatore Decio (251), Sapore riprese le ostilità, conquistò l'Armenia, invase la Siria e saccheggiò Antiochia. Alla fine, l'imperatore Valeriano marciò incontro a Sapore, che però lo catturò ad Edessa, arrestandolo quando aveva raggiunto il sovrano sasanide per parlamentare (260).

## Sito

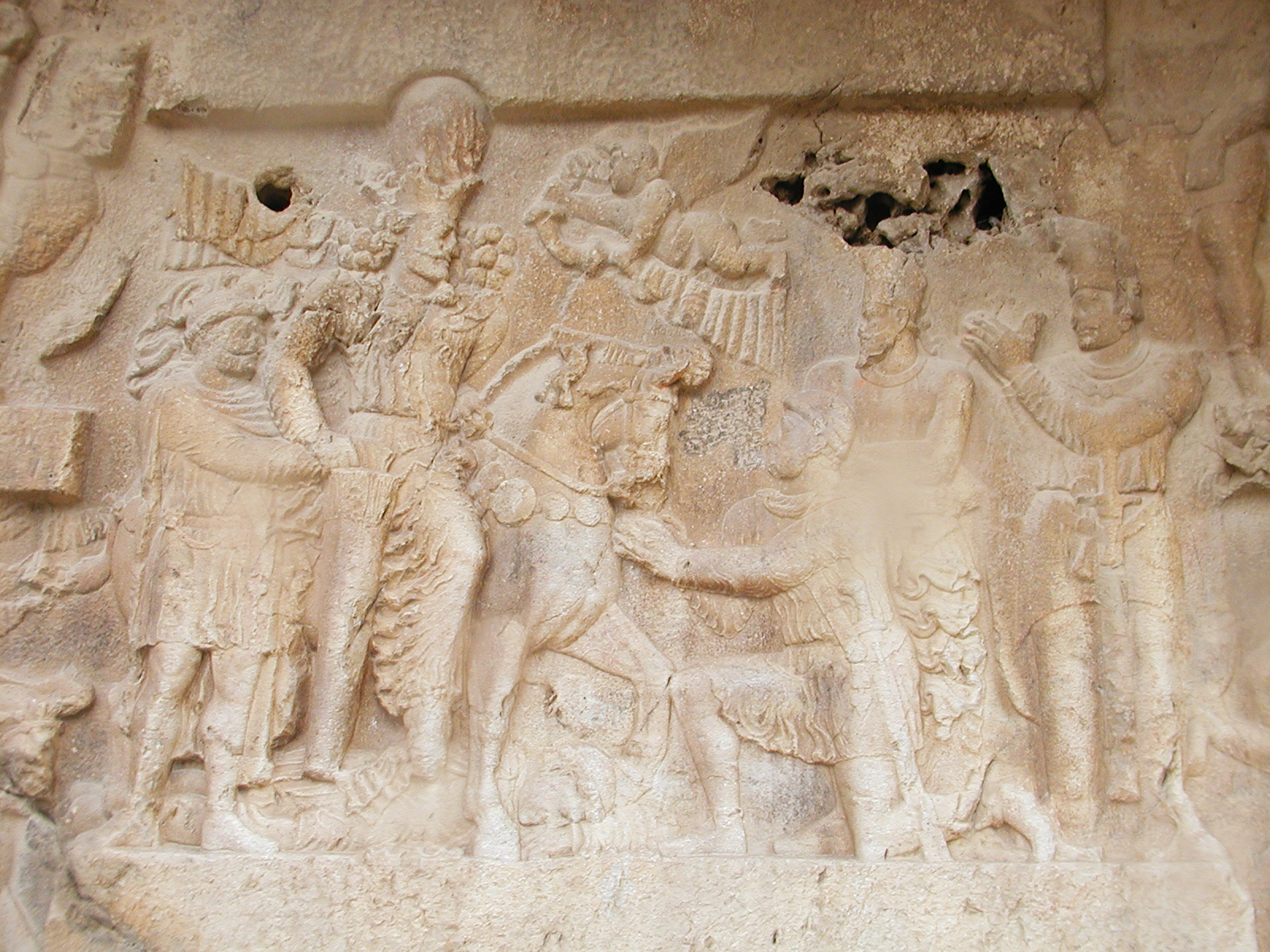
Rilievo sasanide a Bishapur raffigurante Sapore I con Gordiano III (a terra calpestato dal cavallo), Valeriano (dietro Sapore, che lo afferra per le mani, prigioniero) e Filippo l'Arabo (in ginocchio davanti Sapore, che tratta la resa).

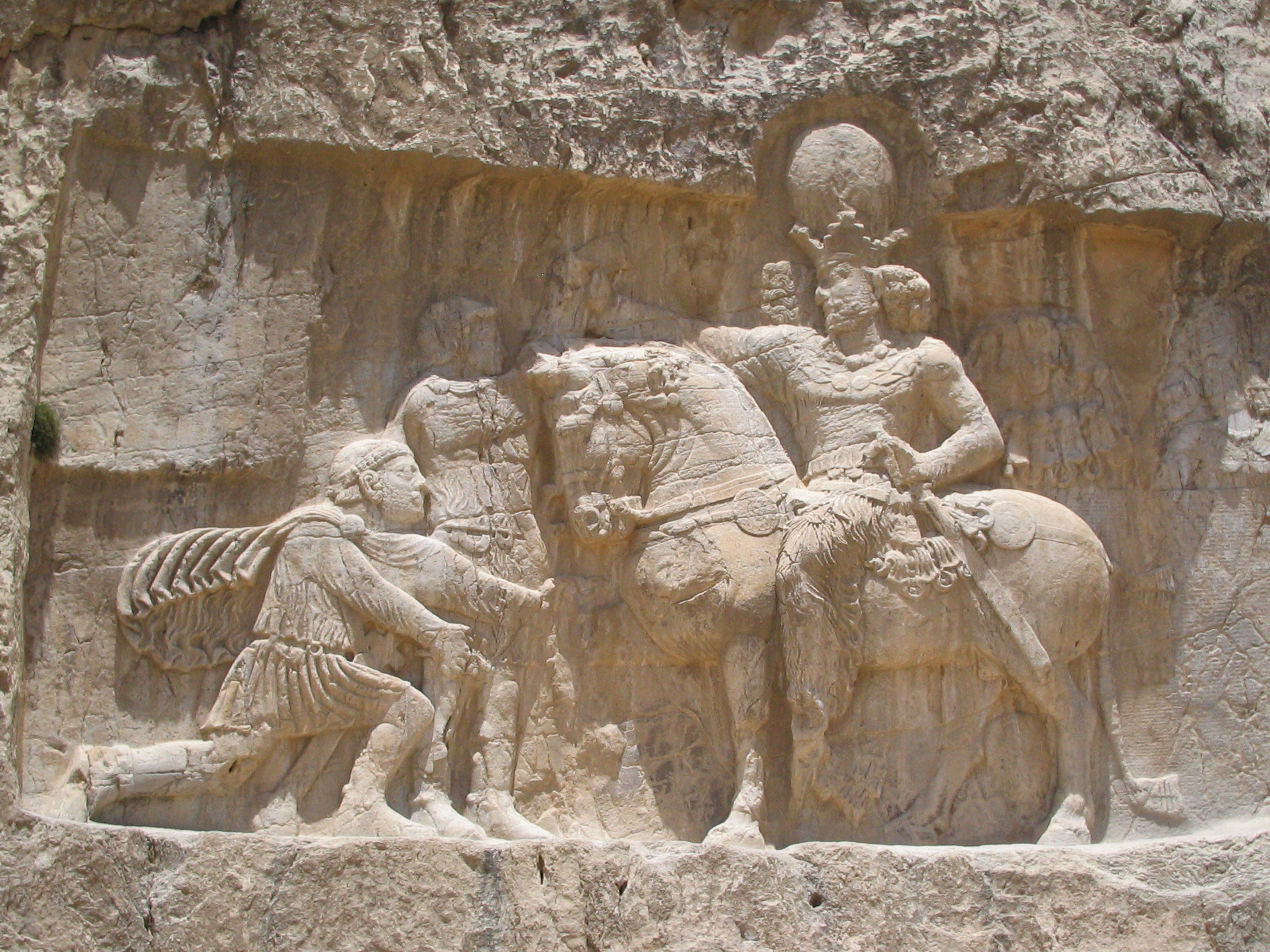
Rilievo sasanide a Naqsh-e Rustam raffigurante Sapore I che tiene prigioniero Valeriano e riceve l'omaggio di Filippo l'Arabo, inginocchiato davanti al sovrano sasanide.

Il bassorilievo di Sapore I (241-272) è forse il più famoso dei rilievi su pietra sasanidi a Naqsh-e Rostam (a destra), dove viene raffigurata la vittoria di Sapore su due imperatori romani, Filippo l'Arabo (che implora la pace) e Valeriano (che viene catturato, in ginocchio). Il testo ci è giunto inciso in lingua greca, medio-persiana e parto presso la tomba del "re dei re".
Una versione più completa del solo rilievo si trova nella scultura su roccia di Bishapur (qui a fianco, a sinistra), dove appare anche l'imperatore romano Gordiano III, sdraiato a terra, morto.

## Traduzione delleRes gestae
(Res Gestae Divi Saporis, riga 1-5.)
(Res Gestae Divi Saporis, riga 6-10 da A.Maricq, in "Syria" XXXV (1958), pp.295-360.)
(Res Gestae Divi Saporis, riga 10-19 da Richard Stoneman, Palmyra and its Empire. Zenobia revolt against Rome, Michigan 1994, p.93.)
(Res Gestae Divi Saporis, riga 19-34 da The American journal of Semitic languages and literatures, University of Chicago, 1940, vol.57-58, p.379.)